# 天主教沃加沃加教区
天主教沃加沃加教區（拉丁語：Dioecesis Corvopolitanus）是澳大利亞一個羅馬天主教教區，屬悉尼總教區。教區於1917年7月28日成立。
教區位於新南威爾斯州南部的瑞福利納，教座位於沃加沃加；教區於2010年時有64,800名教友（佔轄區人口29.7%）、31個堂區和59名司鐸。現任教區主教為瑪爾谷·斯圖亞特·愛德華斯，榮休主教為吉拉·J·哈納。